# Hercostomus pandellei
Hercostomus pandellei är en tvåvingeart som beskrevs av Octave Parent 1926. Hercostomus pandellei ingår i släktet Hercostomus och familjen styltflugor. Inga underarter finns listade i Catalogue of Life.